# Clarita Panach
Clara Panach Ramos (Alboraya, marzo de 1898 - Valencia, julio de 1982), conocida con el nombre artístico Clarita Panach, fue una tiple ligera valenciana que se dedicó a la zarzuela con gran éxito. Era hija de Pedro Matias Panach Giner y de Clara Ramos Torres. Tenía cuatro hermanos: Emili Panach Ramos, Luís, Eduardo y Amparo. Está sepultada en el cementerio de Valencia.
 
Inició su formación musical con Lamberto Alonso en Valencia, participando desde el principio en muchos conciertos en su tierra que le dieron popularidad y donde se ganó el sobrenombre de “El ruiseñor de Alboraya”. Su primera aparición profesional tuvo lugar en el Teatro Ruzafa de la capital valenciana cuando contaba dieciséis años, con la zarzuela En Sevilla está el amor (adaptación castellana de Il barbiere di Siviglia de Rossini al teatro por horas); fue muy celebrada su actuación y como consecuencia de las buenas críticas fue contratada para una breve temporada en el Teatro Apolo madrileño. En este coliseo estrenó El patio de los naranjos con partitura de Pablo Luna y La cenicienta (otra adaptación zarzuelística de una ópera rossiniana, en este caso La cenerentola) ambas en 1916.
Según Florentino Hernández Girbal su vocalidad no se adaptaba al género chico y por ello no continuó en el Teatro Apolo uniéndose a otra compañía con la que giró por toda España. Entre otros estrenos en la carrera de Panach se puede recordar El bufón del duque (arreglo como zarzuela de Rigoletto de Verdi) en 1923 y El ruiseñor de la huerta de Leopoldo Magenti en 1930.
Durante su vida artística realizó diversos registros fonográficos de los números más destacados de las zarzuelas de su repertorio, algunos de los cuales son accesibles a través de la Biblioteca Digital Hispánica de la Biblioteca Nacional de España.
En marzo de 2023, la familia de Clarita Panach donó al ayuntamiento de Alboraya parte de su legado -En concreto, el material donado se compone de cuatro libros con recortes de prensa y fotografías, 20 discos de música clásica, zarzuelas, etc., libros de zarzuelas y partituras y un traje- para su conservación.